# 51 Herculis
51 Herculis är en orange jätte i Herkules stjärnbild.
Stjärnan har visuell magnitud +5,03 och är väl synlig för blotta ögat vid någorlunda god seeing. Den befinner sig på ett avstånd av ungefär 700 ljusår.